# Ajmã
Ajmã (em árabe: عجمان; romaniz.: Ajmān) é o menor emirado membro da União dos Emirados Árabes, com uma área aproximada de 260 quilômetros quadrados. A sua capital é a cidade de Ajmã. Segundo censo de 2005, tinha 206 997 habitantes. Está a 13 metros acima do nível do mar.